# Joan Feynman
Joan Feynman (née le 31 mars 1927 et morte le 22 juillet 2020) est une astrophysicienne américaine. Elle a apporté une contribution importante à l'étude des particules et du champ du vent solaire, les relations Soleil-Terre, et la physique de la magnétosphère. En particulier, Feynman est connue pour avoir développé une compréhension de l'origine des aurores boréales. Elle est également connue pour la création d'un modèle qui prédit le nombre de particules de haute énergie susceptible de heurter un véhicule spatial sur sa durée de vie, et pour la découverte d'une méthode pour prédire les cycles des taches solaires. Feynman est la sœur cadette du physicien Richard Feynman.

## Jeunesse
Feynman a été élevée à Far Rockaway, New York, avec son frère aîné, Richard Feynman. Ses parents étaient Lucille Feynman (née Phillips), une femme au foyer, et Arthur Melville Feynman, un homme d'affaires. Sa famille est originaire de Russie et de Pologne ; ses deux parents étaient des juifs ashkénazes,. Comme son frère, Joan était une enfant curieuse, et elle fait foi d'un intérêt dans la compréhension du monde naturel à un âge précoce. Cependant, sa mère et sa grand-mère à la fois l'ont dissuadée de poursuivre l'étude de la science, car elles croyaient que le cerveau des femmes n'était pas physiquement capable de comprendre des concepts scientifiques complexes de la façon dont les cerveaux des hommes le pouvaient,,. Malgré cela, son frère Richard l'a toujours encouragée à être curieuse de l'univers. C'est lui qui a introduit la jeune Joan aux aurores quand, une nuit, il l'a entraînée hors du lit pour assister aux aurores boréales scintillantes au-dessus d'un terrain de golf vide près de leur domicile,. Plus tard, Feynman trouve du réconfort dans un livre d'astronomie que lui a donné son frère. Elle est devenue convaincue qu'elle était apte à l'étude de la science quand elle est tombée sur un graphique basé sur la recherche par l'astronome notable Cecilia Payne-Gaposchkin.

## Éducation
Feynman a obtenu un baccalauréat de l'université d'Oberlin. Elle a fréquenté plus tard l'université de Syracuse, où elle a étudié la physique du solide avec Melvin Lax (en). Au cours de ses années d'études supérieures, Feynman a pris une année sabbatique pour vivre au Guatemala, où elle a étudié l'anthropologie des peuples mayas. Feynman a finalement obtenu son doctorat en physique en 1958. Sa thèse portait sur « l'absorption du rayonnement infrarouge dans des cristaux de structure en treillis de type diamant ». Elle a également complété un stage postdoctoral à l'université Columbia.

## Carrière

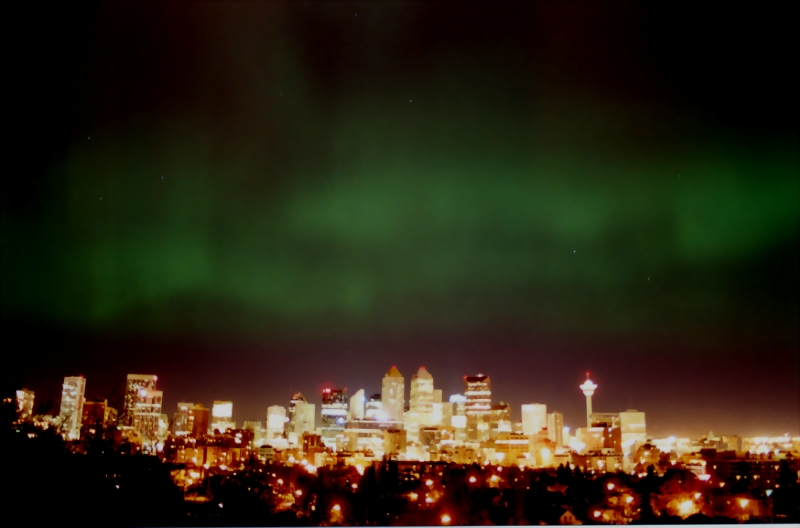
Une aurore boréale au-dessus de la ville de Calgary

## Décès
Joan Feynman meurt le 22 juillet 2020 dans sa maison d'Oxnard en Californie. Elle était âgée de 93 ans.